# Floris of London

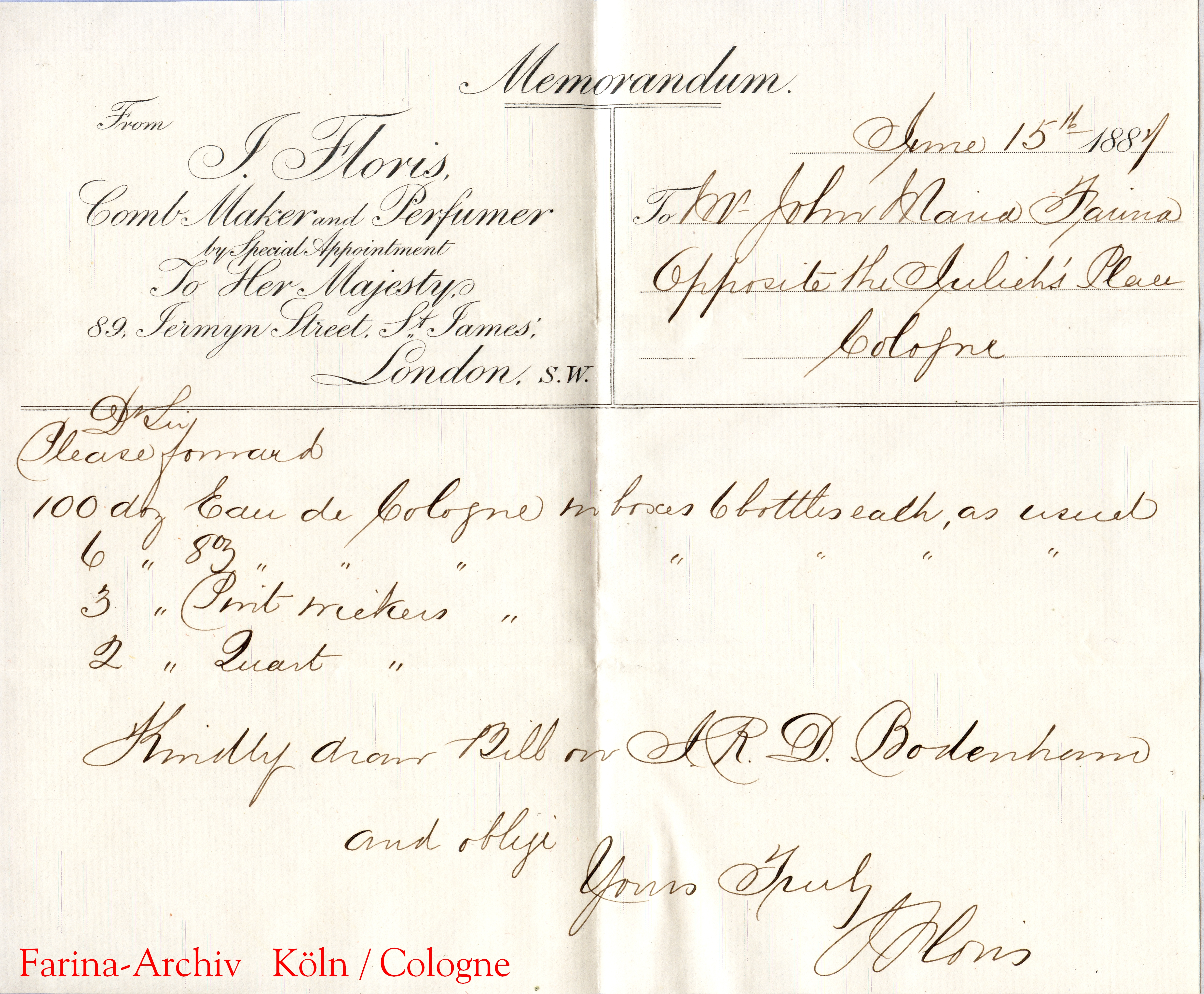
Factura de Eau de Colònia de Floris, a Farina, Colònia, 1887

Floris (també J. Floris Ltd o Floris of London Holdings Ltd) és el detallista anglès més antic de fragàncies i articles de tocador i encara és propietat familiar i és gestionada avui per la 8a i 9a generació de la família.

## Història
Juan Femenias Floris va arribar a Anglaterra des de l'illa nativa de Menorca per buscar la seva fortuna. Poc després de la seva arribada el 1730, va obrir local al carrer Jermyn, un dels més elegants de St. James, a Londres. Floris inicialment s'instal·là com a barber i botiga de pintes, però enyorava les olors de la seva joventut mediterrània, i ell i la seva muller Elizabeth van començar a fer i vendre perfum.

### Ordre Reial
El primer Ordre Reial concedit a J. Floris Ltd va ser el 1820 per part del Rei Jordi IV. Avui encara s'exhibeix aquest ordre amb no menys de 19 ordres més al número 89 del carrer Jermyn. Floris encara té les garanties perfumistes per a la Reina Elizabeth II, des de 1971, i del Príncep de Gal·les, concedida el 1984.

## Botigues
La botiga de Londres és a Jermyn Carrer, Londres, al mateix edifici on Juan Floris va crear el negoci al segle xviii. El taulell de caoba utilitzat a la botiga va ser adquirit a la Gran Exposició al Palau de Cristall en Hyde Parc el 1851.
El 2012, Floris va obrir una segona botiga a Londres, al 147 del carrer Ebury, Belgravia, oferint tota la gamma de Floris, juntament amb servei de perfumeria personalitzat.

## Clients notables
L'arxiu de fitxes de clients famosos de Floris detallen les seves preferències i el seu agraïment, incloent-hi els exemples següents:
- Florence Nightingale va escriure un 25 de juliol de 1863 una carta que dona les gràcies a Floris pel seu "nas d'olor dolça".[5]
- Mary Shelley, mentre era a l'estranger, va enviar instruccions als amics per comprar les seves pintes i raspalls de dents preferits de Floris.[5]
- Beau Brummell a principis del segle xix discutiria llargament sobre fragàncies amb Floris [cal citació]
- Floris també feia perfums a mida per a la família reial britànica, incloent-hi la creació d'una fragància unisex pel casament dels Ducs de Sussex el 2018.[6]

Floris és també referenciat per personatges de ficció. El James Bons d'Ian Fleming sempre porta Floris Núm.89, mentre Al Pacino a Scent of a woman (Perfum de dona) declara que la dona que li agrada porta un perfum de Floris.